# Said Salah Ahmed
Said Salah Ahmed (en somalí: Saciid Saalax Axmed, en árabe: سعيد صالح أحمد‎) es un dramaturgo, poeta, educador y cineasta somalí.

## Biografía
Ahmed fue profesor de biología en Somalia. En 1984-1985, dirigió su primer largometraje, The Somali Darwish, con Amar Sneh como productor. Con un presupuesto de $ 1.8 millones, la epopeya de 4 horas y 40 minutos se dedicó a la política de Diiriye Guure, es decir, el Movimiento Derviche. En el diálogo se distinguen siete idiomas: somalí, árabe, italiano, inglés y tres dialectos regionales. En el reparto se incluyó a un descendiente real del emir de Diiriye Guure, Mohamed Abdulá Hassan y contó con cientos de actores y extras.
Tras el inicio de la guerra civil, Ahmed emigró a Minnesota. Posteriormente, escribió el libro para niños The Lion's Share, que sirvió de base para una obra de teatro basada en el folclore somalí que escribió y produjo para el SteppingStone Theatre. Algunos de sus poemas han sido traducidos al inglés por el Poetry Translation Center.